# José María Aznar

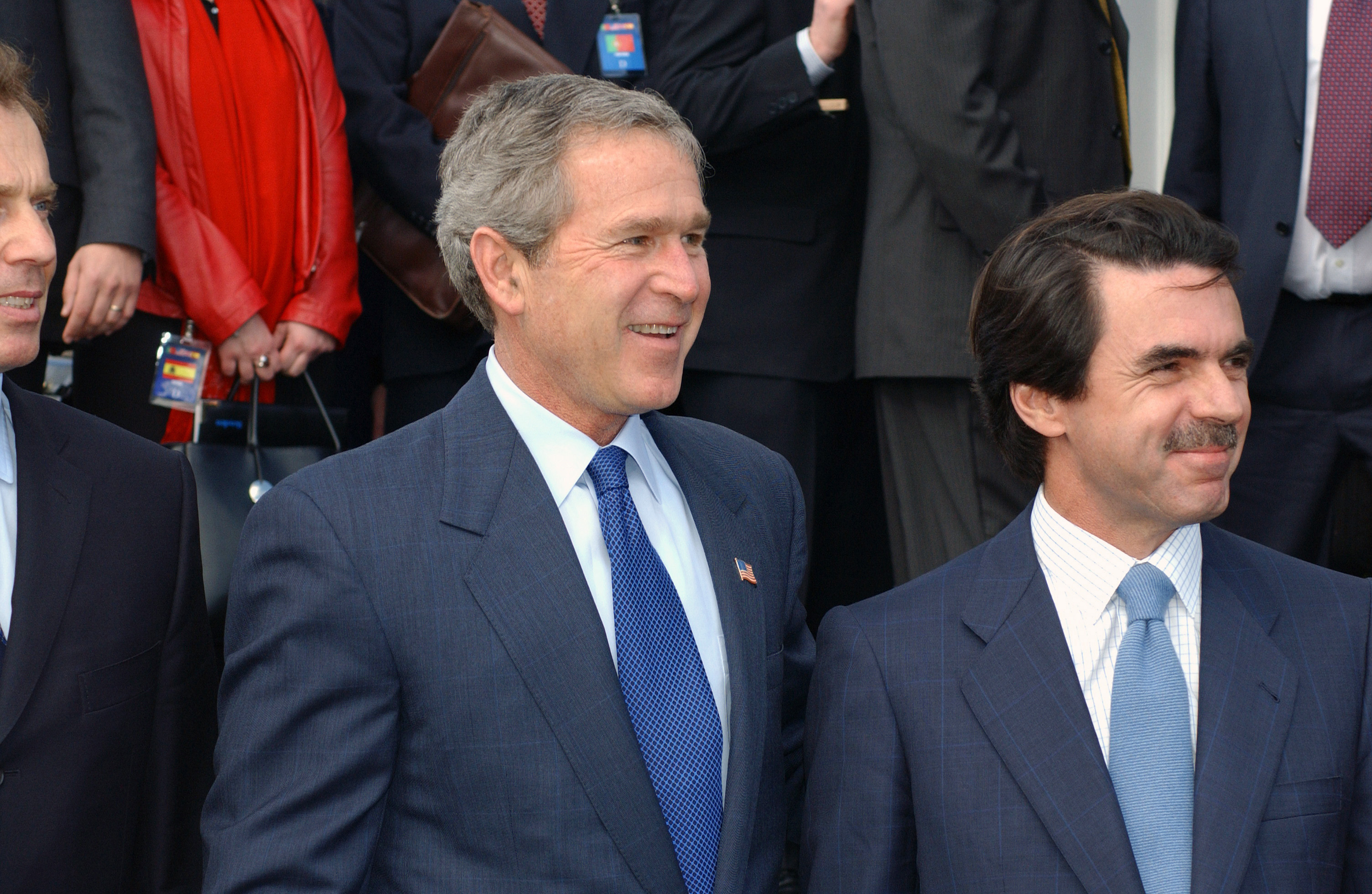
Aznar met Bush op de Azoren

José María Aznar López (Madrid, 25 februari 1953) is een Spaans conservatief politicus van de Partido Popular (PP). Aznar was van 1996 tot 2004 premier (Presidente del Gobierno) van Spanje, tijdens de zesde en de zevende legislatuur.

## Biografie
José María Aznar is de kleinzoon van Manuel Aznar Zubigaray, een voormalige Baskische nationalist die een aanhanger van de vroegere dictator Franco werd. In zijn jeugdjaren was Aznar een falangist en lid van de Frente de Estudiantes Sindicalistas (FES), een beweging die onderdeel was van de destijds enige toegestane partij, de falangistische partij. Deze beweging stond kritisch ten opzichte van de regering van Franco omdat deze de grondbeginselen van het falangisme, zoals geformuleerd door José Antonio Primo de Rivera, onvoldoende zou respecteren. Aznar studeerde rechten aan de Complutense-universiteit van Madrid, en werd belastinginspecteur.

### Congreslid
Aznar werd lid van de conservatieve partij Alianza Popular (AP) en werd in 1982 voor het eerst in het Spaanse congres verkozen namens de stad Ávila. Tussen juli 1987 en september 1989 was hij president van de autonome regio Castilië en León. Deze functie legde hij neer om lijsttrekker van de Partido Popular (PP, de opvolger van de AP) te worden, en zich zo kandidaat te stellen voor het premierschap voor de vierde legislatuur. Op 29 oktober 1989 verloor hij echter de parlementsverkiezingen van 1989, zodat zittend premier Felipe González van de socialistische Partido Socialista Obrero Español (PSOE) aan zijn derde termijn kon beginnen.
Nadat de PP ook de parlementsverkiezingen van 1993 had verloren, stond José María Aznar ook tijdens de vijfde legislatuur als oppositieleider tegenover Felipe Gonzáles.

Op 19 april 1995 pleegde de ETA een aanslag op Aznar. Hij overleefde deze dankzij zijn gepantserde auto.

### Premierschap
Na een sterke campagne tegen de corruptieschandalen van de PSOE van Felipe González en diens betrokkenheid bij de illegale anti-terreurgroep Grupos Antiterroristas de Liberación (GAL), won Aznar de vroegtijdige verkiezingen van 1996. Hierbij behaalde de PP echter niet de verwachte absolute meerderheid, zodat moest worden onderhandeld met regionale nationalistische partijen. Aznar werd premier van een coalitie van de PP met CiU (Catalonië), PNV (Baskenland) en de Coalición Canaria (Canarische Eilanden). Tegen de verwachtingen in haalde Spanje onder zijn bewind de normen voor deelname aan de Economische en Monetaire Unie van de Europese Unie; de begroting was in evenwicht, de werkloosheid was teruggedrongen van 20% tot 10% en de inflatie was onder controle. Waarschijnlijk als gevolg van deze successen werd hij herkozen in 2000.
Zijn steun aan George W. Bush tijdens de Irakcrisis, die in april 2003 zou leiden tot de door de Amerikanen geleide invasie in Irak, werd hem niet in dank afgenomen door de EU-lidstaten Frankrijk en Duitsland. Hij zat daarmee in hetzelfde schuitje als de premiers van Italië en het Verenigd Koninkrijk, Silvio Berlusconi en Tony Blair, met wie hij goed bevriend was. Op het hoogttepunt van de crisis, zondag 16 maart 2003, organiseerde Aznar op de Spaanse Azoren een topontmoeting met Bush en Blair, waarbij hij ook actieve Spaanse militaire steun aan een invasie in Irak toezegde. 
In januari 2004 vroeg Aznar de ontbinding van de Cortes Generales (het congres en de Senaat gezamenlijk) en kondigde nieuwe verkiezingen aan voor maart van dat jaar. Hij verklaarde daarbij niet opnieuw kandidaat te zijn voor het ambt van premier, waarmee hij een belofte hield die hij vóór zijn verkiezing in 1996 had gedaan. Aznar schoof Mariano Rajoy Brey naar voren als kandidaat-premier namens de PP. Ondanks zijn vertrek stond de partij er goed voor in de peilingen, dankzij zijn economische succes, en alles zag ernaar uit dat de verkiezingen weer gewonnen zouden worden. Wel was er onder de Spanjaarden weinig steun voor de Spaanse militaire aanwezigheid in Irak en voor de blunders van de regering bij de ramp met de olietanker Prestige.
Drie dagen voor de verkiezingen, op 11 maart, werd in Madrid een terroristische aanslag gepleegd waarbij 191 doden vielen. Aznar en zijn regering geven in eerste instantie de schuld aan de Baskische ETA, zelfs nadat al vrij snel duidelijk was dat de bommen door de terreurorganisatie Al Qaida gelegd waren, uit protest tegen de Spaanse steun voor de Irakoorlog. Drie dagen later won de socialistische PSOE met haar kandidaat José Zapatero de verkiezingen, waarna de Spaanse troepen werden terugtrokken uit Irak.
Tijdens Aznars regeringsperiode werd de Fundación Nacional Francisco Franco, een vereniging die tot doel heeft de nagedachtenis van voormalig dictator Francisco Franco te eren en zijn gedachtegoed blijven te verspreiden, door de overheid gesubsidieerd.
Sinds het einde van zijn premierschap is Aznar onder andere erelid van zijn partij, en voorzitter van de denktank van de partij, de Fundación para el Análisis y los Estudios Sociales (FAES).

## Privé
José María Aznar is getrouwd met Ana Botella, met wie hij twee zonen en een dochter heeft.
- Bibsys: 5041166
- Biblioteca Nacional de España: XX1043850
- Bibliothèque nationale de France: cb12514132c (data)
- Catàleg d'autoritats de noms i títols de Catalunya: 981058521680206706
- Gemeinsame Normdatei: 11929219X
- International Standard Name Identifier: 0000 0001 1442 6238
- Library of Congress Control Number: n91029979
- Nationale Bibliotheek van Tsjechië: js20020311013
- Nationale Bibliotheek van Israël: 987007258161205171
- Nationale Bibliotheek van Polen: a0000003834567
- Nederlandse Thesaurus van Auteursnamen: 159583438
- Réseau des bibliothèques de Suisse occidentale: 02-A010182754
- Istituto Centrale per il Catalogo Unico: IEIV056315
- Système universitaire de documentation: 034380078
- Virtual International Authority File: 41947537
- WorldCat: E39PBJc3KffyPQW3GhcGwxCYT3